# Bradshaw, Greater Manchester
Bradshaw är en ort i distriktet Bolton, i grevskapet Greater Manchester, i England. Denna ward hade 11 538 invånare år 2021. Bradshaw var en civil parish från 1866 till 1898 då den blev en del av Turton. Denna civil parish hade 647 invånare år 1891.